# Archangels in Black
Archangels in Black è un album pubblicato nel 2009 dal gruppo progressive metal francese Adagio.

## Tracce
1. Vamphyri – 4:27
2. The Astral Pathway – 5:04
3. Fear Circus – 3:59
4. Undead – 4:41
5. Archangels in Black – 5:37
6. The Fifth Ankh – 4:43
7. Codex Oscura – 9:08
8. Twilight at Dawn – 6:24
9. Getsu Senshi – 3:42